# سولفتئو
شهر سولفتئو (به سوئدی: Sollefteå) در ناحیه شهری سولفتئو در کشور سوئد واقع شده‌است. جمعیت این شهر ۹۰۶٫۵  نفر است.

## نگارخانه

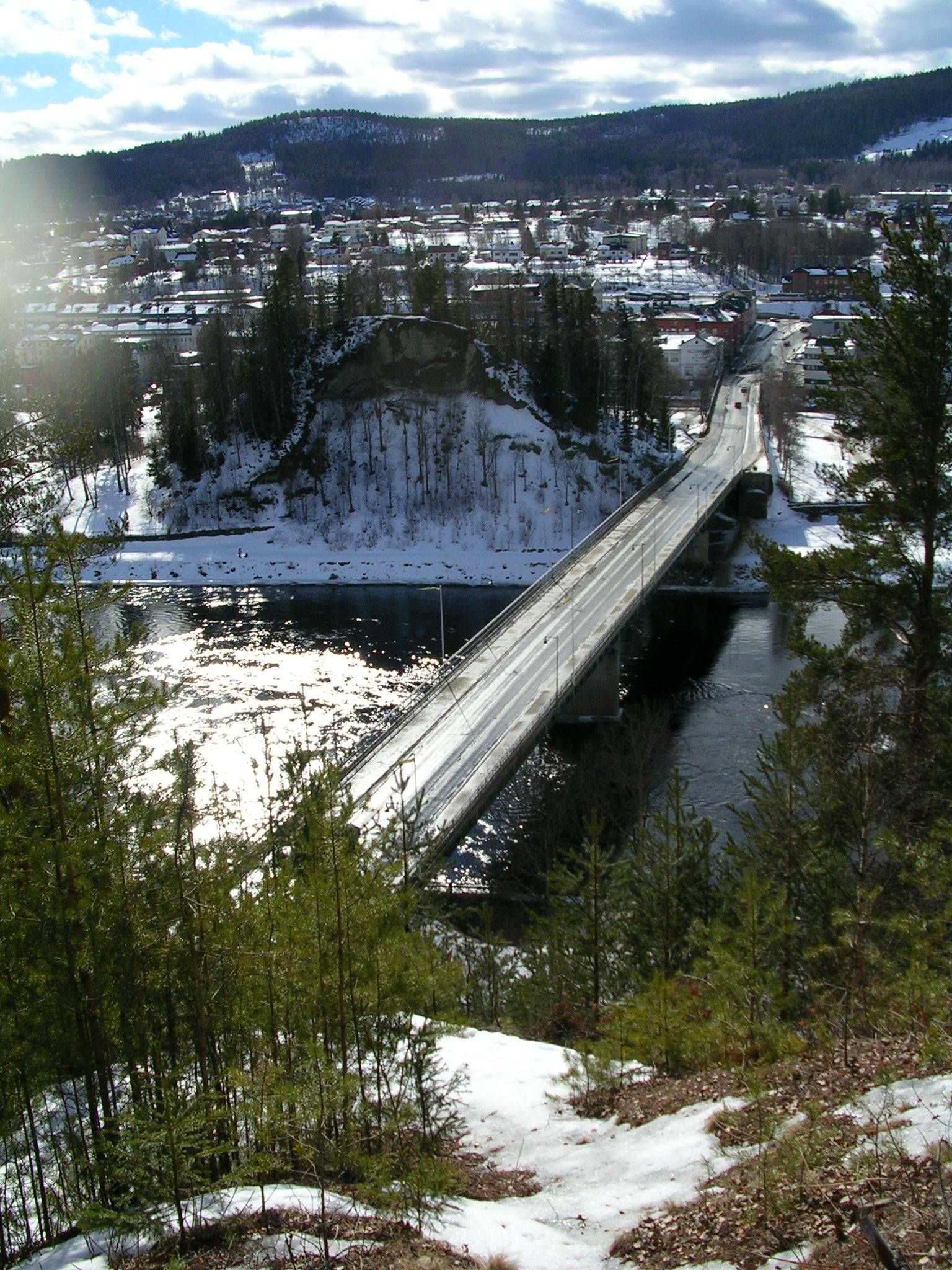